# Anastasija Vasylivna Zazuljak
Anastasija Vasylivna Zazuljak (* 28. října 1999 Ternopil, Ukrajina) je ukrajinská umělecká fotografka.

## Životopis
Anastasija Zazuljak se narodila 28. října 1999 ve městě Ternopil, nyní komunitě Ternopil v okrese Ternopil v Ternopilské oblasti na Ukrajině. Vystudovala Ternopilskou uměleckou školu Michajla Bojčuka, Ternopilskou Národní vysokou školu ekonomickou (obor - právo). Pracuje na sociální a sportovní škole fondu Real Madrid..

## Tvorba
Fotografování ji fascinovalo od dětství a opakovaně vyhrávala městské i krajské fotosoutěže. Nejraději fotografuje lidi, zejména děti, protože jsou upřímné a přímé, stejně jako dvojčata, pihaté a zrzky.
Žákyně fotoateliéru "Pozice X" "Stanice mladých techniků" (vedoucí Vasyl Stryžko) Rady města Ternopil.
Své zkušenosti sdílí s ostatními, působila jako mentorka v táborech „Creative summer“ (Wroclaw, Polsko), „Space kids“ (Ternopil), dobrovolnice v centru „Window on America for Future Leaders Ternopil“.
Ráda fotografuji lidi, jejich emoce, líbí se mi proces komunikace s těmi, které fotím, je to velmi zajímavé. Vždy chci, aby mé fotografie inspirovaly diváka k zamyšlení, k vlastním závěrům. Inspiruji se osobnostmi, které vědí, jak být na snímku skutečný…

### Výstavy
- Kolektivní výstava fotografií Svět očima dětí v Regionálním muzeu umění Ternopil (2017)[4]
- Kolektivní výstava fotografií Beyond the Lens mezinárodní soutěže „Siena International Photography Awards“ (2018)
- Samostatná výstava fotografií Lidé v Krajské knihovně pro mládež Ternopil (2019)[5][6]

## Ceny a ocenění
Vítězka mnoha mezinárodních a národních soutěží:
- Zvláštní cena za kreativitu v mezinárodní fotografické soutěži "Mladí lidé ve 21. století-2020" v kategorii 20-29 let (Kaunas, Litva)[7]
- Vítězka ve věkové kategorii 17-19 let v mezinárodní fotografické soutěži „Mladí lidé ve 21. století-2019“ (Kaunas, Litva)
- Vítězka v nominaci „Fotožurnalisté“ XVII. Mezinárodního festivalu – soutěže dětské a mládežnické žurnalistiky „Jaro na svazích Dněpru 2019“
- Diplom čestného uznání v kategorii „Do 20 let“ v mezinárodní fotografické soutěži „Siena International Photo Awards 2018“ (Siena, Itálie)[8]
- Vítězka 7. celoukrajinské fotografické soutěže „Charita objektivem roku 2017“ v nominacích „Cena dobročinnosti očima dětí“ a „Cena diváků“[3]
- Diplom prvního stupně v celoukrajinské soutěži fotografií a esejů "Filosofie důvěry"
- Zvláštní cena za kreativitu v mezinárodní fotografické soutěži „Mladí lidé ve 21. století - 2016“ (Kaunas, Litva)
- Medaile "Lidická růže" v soutěži "Mezinárodní dětská výtvarná výstava Lidice 2015" (Lidice, Česká republika)

## Zajímavosti
- Fotografie „Láska bez výjimek“, kterou vytvořila Anastasija Zazuljak na pouličním trhu, byla zařazena na výstavu XVIII. mezinárodní výstavy fotografií „Den 2016“[4]
- Dvě fotografie byly zařazeny do žebříčku 100 nejlepších v sérii prací s názvem „366. den Ukrajiny“ cestovatelského projektu „Ukrainer“ (2019)[9]